# Babonić I. János
Babonić I. János (horvátul: Ivan Babonić, ? –  † 1334. 07. 25. körül) a 13./14. század fordulójának egyik legjelentősebb horvát főura és hadvezére volt, aki 1316 és 1322 között szlavón bánként, rövid ideig (1322-ben) horvát-dalmát bánként, 1326–1333 között pedig a királyné tárnokmestereként is szolgált. A nagyhatalmú Babonić család tagja volt, amely az 1270-es évek óta uralkodott Alsó-Szlavóniában, ahol tartományúri birtokot alapított. A görzi és tiroli grófok rokonaként számos katonai hadjáratban vett részt az Aquileiai patriarkátus ellen. Egyike volt az Anjouk magyarországi trónigényét legkorábban támogató nemeseknek. Bátyja, Babonić IV. István 1316-os halála után, megörökölve annak tisztségét, szlavón bánná nevezték ki. Emiatt szembekerült István fiaival, de legyőzte őket. I. Károly magyar király bárójaként harcolt a Kőszegi család ellen Felső-Szlavóniában, ésa király szolgálatában megtörte a Šubić nemzetség hatalmát Horvátországban és Dalmáciában. Jutalmul Károlytól megkapta a horvát és dalmát bán tisztségeit is, a horvátok azonban fellázadtak ellene. Ezért Károly leváltotta tiszteiről, és a Gutkeled nembeli Felsőlendvai Miklóst tette szlavón bánná. János ezt nem akarta elfogadni, és megpróbálta őt feltartóztatni, amikor Miklós a tengerpartra próbált eljutni, az új bán magyar fegyveresei azonban legyőzték seregét. Ennek következtében a Babonići család fokozatosan elvesztette hatalmát és befolyását a régióban. Ezután újra a Károly hívéül állt; így lehetett a királyné tárnokmestere.1326 után további birtokokat szerzett Magyarországon. Felesége III. Albert görzi gróf leánya volt. Bizonyosan volt egy lányuk, aki (1328-ban?) Kőszegi II. Péterhez ment feleségül; tőlük ered a szekcsői Herceg család (a Kőszegi család egyik alága).

## Élete

### Ifjúkora
Babonić I. János a hatalmas Babonić család krupai ágába született, Babonić II. Babonjeg fiaként. Testvérei I. Miklós, IV. István, Ottó és II. Radoszló voltak – utóbbi a Blagay család őse volt, beleértve annak oldalágát, a Blagay-Orsini grófokat is.
János, Baboneg harmadik fiaként, feltehetően valamikor az 1250-es évek végén vagy az 1260-as évek elején született. Valószínű, hogy 1278-ban még kiskorú volt, mert csak két idősebb testvérét (Miklóst és Istvánt) nevezték meg a Babonićok és a Gutkeledek közötti szlavóniai fegyveres összecsapásokat követő szerződésben. Neve először 1284-ben jelenik meg a korabeli feljegyzésekben, amikor Jazen (I.), Senk és Isan (II.), a Rata nemzetség tagjai a zágrábi káptalan (mint hiteleshely) oklevele szerint 12 ezüstmárkáért eladták a Buzeta patak mentén fekvő Pelava nevű földjüket Jánosnak és testvéreinek. A közép szlavón bánsági régióban a Babonić fivérek már korábban megvásárolták a Rata családtól Kresnić, Bojna és Buzeta nevű örökös birtokait. János fiatal éveitől már a Babonići család volt Szlavónia legbefolyásosabb családja; birtokaik keleten az Orbász-folyótól nyugaton a Kulpa-folyóig és a Német-római Birodalom határáig, délen pedig a Kapela-hegység lejtőiig húzódtak.
Három kortárs észak-olasz krónika és mű (a „Fragmenta chronici Forojuliensis auctore Juliano canonico Cividatensi”, a „De gestis Italicorum, liber III.” és a „Vitae patriaricharum Aquileiensium”) is megnevezi Babonić Jánost III. Henrik görzi gróf sógoraként. Thallóczy Lajos történész szerint János Klára Eufémiát, I. Albert görzi gróf lányát vette feleségül, akit már korábban, 1286-ban eljegyeztek András herceggel, a leendő III. András magyar királlyal, de az esküvő végül elmaradt. Jánosnak és Klára Eufémiának volt egy ismeretlen lánya, akit magyar nemes, a Kőszegi család sarja, szekcsői Herceg Péter vett feleségül.

### A trónharcok időszaka

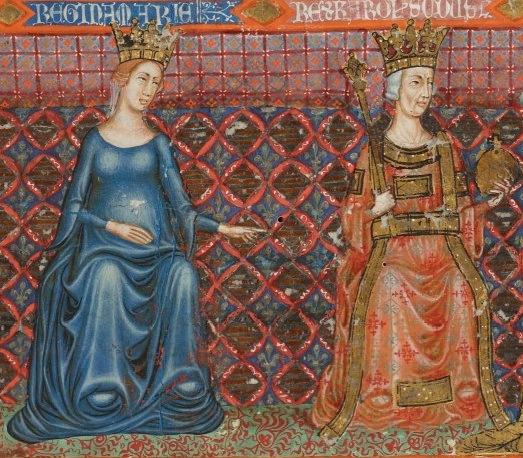
II. Károly nápolyi király és felesége Árpád-házi Mária nápolyi királyné, V. István magyar király lánya, az Anjouk trónigényének megalapozója

Az 1290-es években a Babonić család és más vezető horvát és szlavón nemesi családok ingadoztak a magyar trónért küzdő III. András és riválisa, az Anjou-ház Capeting ága között. Az évtized második felére, amikor unokatestvéreik, III. István és I. Radoszló meghaltak, János bátyja, IV. István lett a család feje. 1299-ben és 1300-ban János és testvérei követeket küldtek a Nápolyi Királyságba, hogy tárgyaljanak Anjou II. Károllyal. Eközben ugyanezekben az években hűséget esküdtek III. Andrásnak is, aki 1299 augusztusában megerősítette örökölt és szerzett birtokaikat. A király visszafoglalta Szomszédvár, Orbász és Glaž várait, de megengedte nekik, hogy örököljék a férfi örökös nélkül elhunyt néhai I. Radoszló várait és egyéb birtokait. III. András a Babonićokat fontos feladattal, a határvárak védelmezésével bízta meg, mivel ezek a várak a bosnyák hatalmasság, a Hravatinić család őse, Hrvatin Stjepanić területével voltak szomszédosak, aki az Anjouk trónigényét támogatta. 1299 szeptemberében II. Károly és Mária királyné megerősítették az összes jogot és birtokot, valamint a négy Babonić testvér – IV. István, I. János, Ottó és II. Radoszló – örökös szlavón báni címét is. 1300 májusában a testvérek Zágrábba költöztek, hogy kibéküljenek Bői Mihály zágrábi püspökkel, akit kénytelen volt hatalmának és joghatóságának nagy részét átadni a Babonić családnak, és kölcsönös segítségnyújtási megállapodást kötni velük. A püspököt arra is rávették, hogy Medvevárat Istvánnak és Jánosnak ajánlja fel. Albertino Morosini, III. András nagybátyja, Szlavónia hercege 1300 júniusában megerősítette a király és a Babonićok közötti megállapodást.
III. András halálát és az Árpád-ház 1301 januárjában bekövetkezett kihalását követően egy évtizedes interregnum kezdődött Magyarországon és Horvátországban. Bár a Babonićok Anjou Károlyt támogatták riválisaival (Vencellel, majd Ottóval) szemben, a családnak szinte semmilyen kapcsolata nem volt az Anjoukkal ezekben az években, mivel a korszak konfliktusai elsősorban Nyugat- és Észak-Magyarországon, azaz távol a Babonićok tartományától zajlottak. Ebben az időszakban, annak ellenére, hogy II. Károly nápolyi király (a magyar trónkövetelő nagyapja) korábban azt a Babonići családnak adta, Kőszegi Henriket nevezték ki szlavón bánnak. 1307 júniusában István, János és Radoszló egy perben a zágrábi Szent Jakab ciszterci kolostor apátjának javára döntöttek. Mivel az okirat Sztenicsnyákban, a Babonićok fő erődjében készült, arra lehet következtetni, hogy a testvérek 1307 közepén ott éltek.

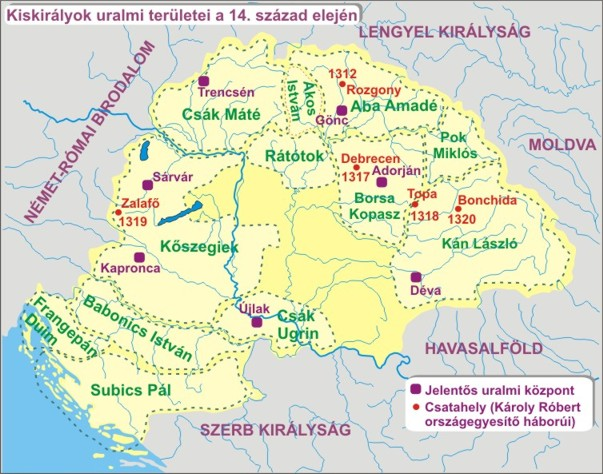
Az oligarchák uralmi területei a 14. század elején

1308-ra I. Károly vált a magyar–horvát királyság egyedüli uralkodójává, de az oligarchikus birtokok egymás melletti létezése miatt, ahol a főúri hatalmasságok – köztük a Babonićok – de facto a királyi hatalomtól függetlenül igazgatták tartományaikat, birodalmának csak egy kis részét uralta. Károly csekély érdekeltsége és jelenléte miatt Szlavóniában és Horvátországban a Babonićok új, nagyobb hatalommal rendelkező védelmezőket próbáltak találni. János házassága miatt rokonságban álltak nyugati szomszédaikkal, a Görzi grófokkal, akik a Német-római Birodalmon belül Görzöt (Gorizia) és Tirolt is uralták. Rajtuk keresztül próbáltak szövetséget létesíteni a Habsburg-házzal. Viktringi János krónikás szerint szolgálatuk alatt Babonić János és sógora, III. Henrik kifosztották a Krajnai hercegséget, és 1307-ben elfoglalták II. Henrik cseh királynak a régióba eső birtokait. 1308 kora tavaszán Babonić János Marburgba (Maribor) utazott, hogy találkozzon  Szép Frigyessel. A márciusban lezajlott tárgyalások során János 300 bécsi ezüstdénárt kölcsönzött a hercegnek katonai hadjáratai finanszírozására. Cserébe Frigyes több ausztriai falut adott Jánosnak és testvéreinek a magyar határ mentén. A Steirische Reimchronik elmondja, hogy testvérei és Frangepán Duim is elkísérték, és megígérték, hogy a következő évben csatlakoznak egy Csehország elleni hadjárathoz. Ezt követően, 1308 nyarán János csatlakozott Frigyesnek az Aquileiai patriarchátusba I. Walsee-i Ulrich parancsnoksága alatt vezetett hadjáratához. János csapataival júliusban megostromolta és elfoglalta Windischgrätzet (Slovenj Gradec), majd 1308. augusztus közepén tért vissza Sztenicsnyákba.

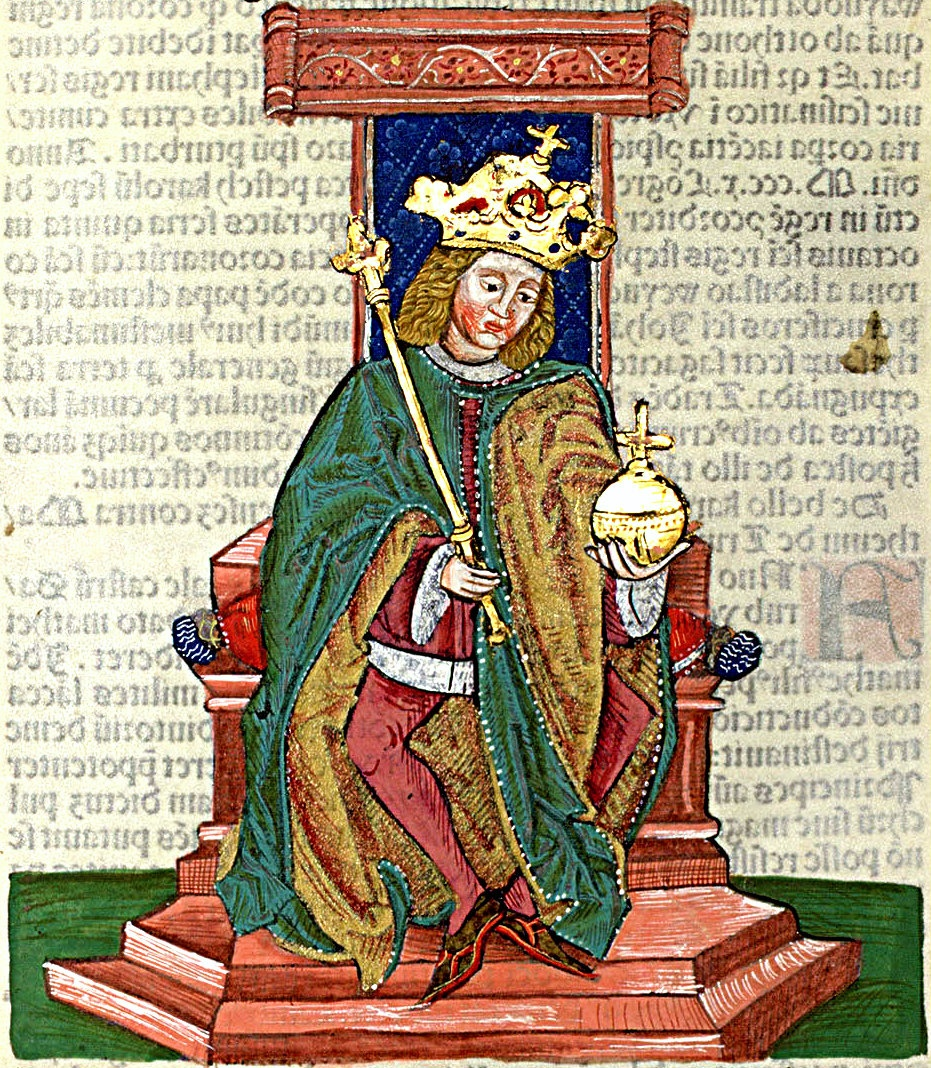
I. Károly magyar király ábrázolása a Képes krónikában

Miután III. Henrik és II. Albert, Görz és Tirol grófjai 1308 júliusában kibékültek III. Ottóval, Karintia hercegével (szintén cseh II. Henrik testvérével), a Görzi-ház és a Babonić család elidegenedett egymástól, mivel utóbbiak a Habsburgokat támogatták Henrik ellen a cseh koronáért folytatott küzdelemben. Annak érdekében, hogy javítsa és elmélyítse kapcsolatait sógoraival, János 1308. augusztus 16-án örökös jogokat engedett át nekik néhány, a Krka folyó bal partján, Krajnában fekvő birtokra. Bár a dokumentumban név szerint nem említették őket, mégis azt állították, hogy ezek a birtokok Görz területén helyezkedtek el. Hrvoje Kekez úgy vélte, hogy János azért nevezte ezeket a földeket „örökletesnek”, mert néhai apósa, I. Albert görzi gróf fiává fogadta. Ezért lemondott a birtokokhoz fűződő jogokról anélkül, hogy bármit is kapott volna cserébe. János minden bizonnyal tisztában volt azzal, hogy nehéz lesz birtokot szereznie Görzben és Tirolban, mivel két sógora, III. Henrik és II. Albert akkor még élt, és biztosan ellenezni fogják ezt. Jánost hamarosan Zágrábba hívták, hogy találkozzon az érkező pápai legátussal, Gentile Portino da Montefiorével, aki Budára sietett, hogy megkoronázza I. Károlyt. Ott vita alakult ki Medvevár birtoklási jogáról Babonić (IV.) István és Kažotić Ágoston zágrábi püspök között. A legátus István javára döntött és János tanúként szerepel az okiratban. A Babonić testvérek nem vettek részt a pesti országgyűlésen, ahol I. Károlyt 1308. november 27-én egyhangúlag királlyá kiáltották ki és Károly 1309. június 15-i második koronázásán sem voltak személyesen jelen; csak követüket, Pétert, a csázmai főesperest küldték el.

### Az itáliai háború

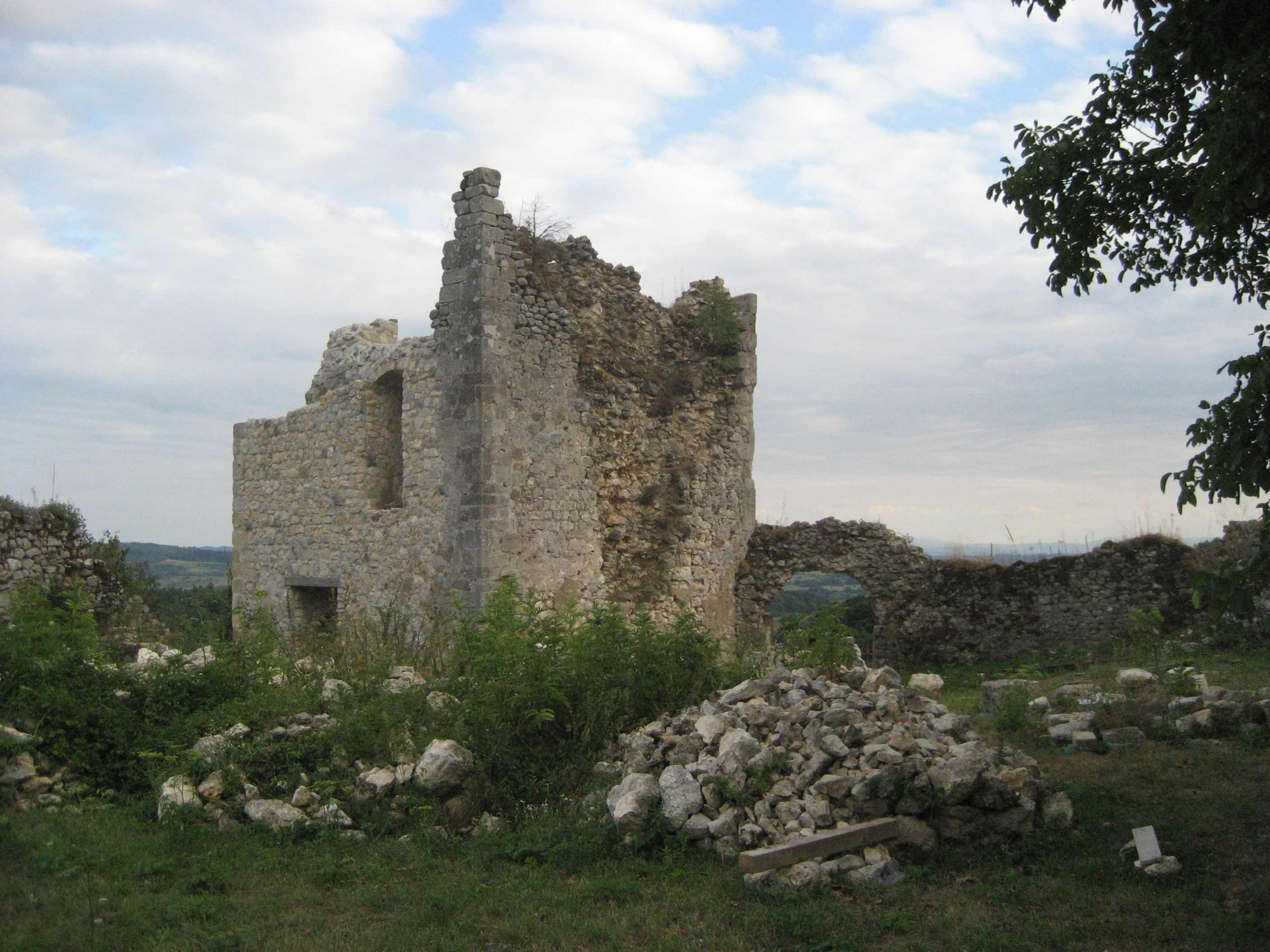
Zriny várának romja

1309 közepén János sógora, III. Henrik nevében Friuliban háborút indított Ottobuono di Razzi pátriárka ellen. A katonai hadjárat előkészületeként János arra kérte a velencei szenátust, hogy adják vissza a korábban megőrzésre átadott pénzt. Egy velencei válaszlevél maradt fenn János 1309. március 7-én Zrinből küldött levelére. A levélben János teljes követelése 120 márka volt. A hadjárat során János csapatai 1309. május 15-én ostrom alá vették, elfoglalták és kifosztották Morteglianót. Ezt követően Ottobuono di Razzi kénytelen volt egészen Piacenzáig visszavonulni. János 1309 nyarának végére visszatért Sztenicsníákba. Őt és testvéreit (Istvánt és Radoszlót) Közép-Magyarországra – Lórévre, a Csepel-szigetre – hívták, ahol találkoztak I. Károllyal, aki elrendelte a zágrábi püspök jogainak megvédését a várostól délre fekvő egyes birtokokon. A következő évben János visszatért Friuliba. Addigra III. Henrik és Treviso ura, IV. Rizzardo da Camino szövetsége megbomlott, és az előbbi szövetséget kötött korábbi ellenségével, Ottobuonóval. Babonić János 1310 májusában, hogy sógorát megsegítse,  600 főnyi sereggel érkezett Friuliba. Miután átkeltek a Tagliamento folyón, megtámadták Sacile erődjét, ahol Rizzardo de Camino menedéket talált. Másnap, május 13-án János segítséget nyújtott Henriknek a Rizzardo elleni csatákban, és Udine közelében, Cussignaccónál legyőzte seregét. Rizzardót üldözve az egyesített erők megpróbáltak átkelni a Livenzán, de kudarcot vallottak, ezért Valvasone városa felé fordultak, ahol csapataik számos atrocitást követtek el. Rizzardót 1310 júniusának végén legyőzték. A győzelem után Babonić János egy ideig a régióban maradt. 1310. július 10-én Udinében tartózkodott, amikor VII. Henrik német király küldöttségét III. Henrik és Ottobuono fogadta, Jánost pedig kíséretük tagjaként említik.

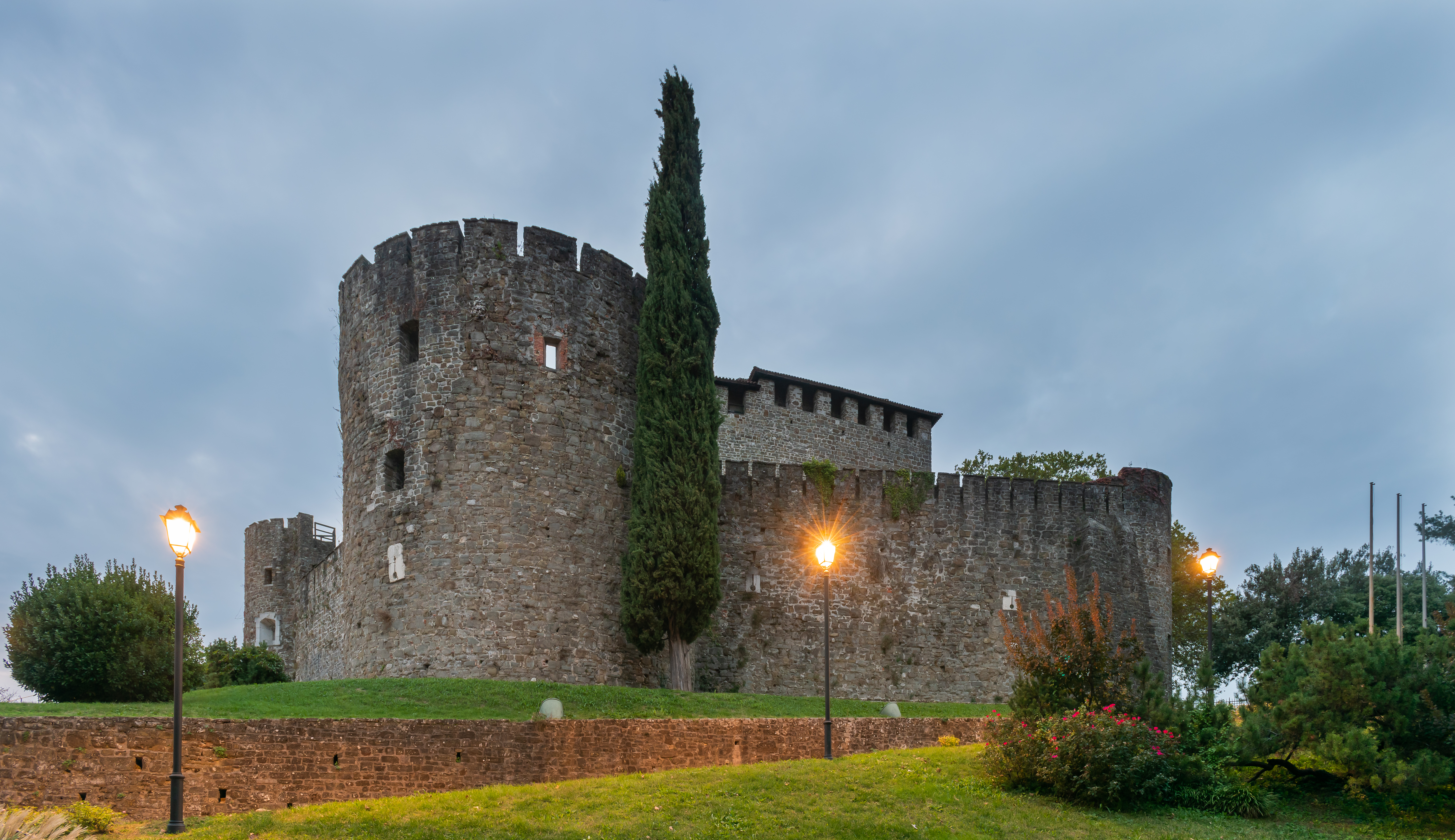
Gorizia (Görz) vára

A friuli második hadjáratát követően Babonić János visszatért Szlavóniába. Testvéreivel, Istvánnal és Radoszlóval együtt 1310 augusztusában megjelent a székesfehérvári magyar királyi udvarban, ahol I. Károly kinevezte Istvánt szlavón bánná, és elrendelte, hogy védje meg Zágráb polgárainak jogait a közeli Kobile nevű birtokon. Így a Babonićok hatalma Alsó-Szlavónia felett királyi jóváhagyást kapott. A Babonić fivérek személyesen részt vettek I. Károly harmadik, immár érvényes koronázásán 1310. augusztus 27-én. 1313 júniusában a három testvér nagy kísérettel útra kelt a topuszkai ciszterci apátságba, ahol Kažotić Ágoston püspök színe előtt úgy döntöttek, hogy felosztják egymás között örökölt javaikat. István megkapta a zágrábi kamara teljes jövedelmét, míg a kikötőkből, a tartozékokból és a harmincadból származó jövedelmet megosztották egymás között. Megengedték, hogy a néhai I. Radoszló özvegye élete végéig haszonélvezeti jogot kapjon férje birtokaira. Ezt követően János elindult harmadik és egyben utolsó hadjáratára Friuliba, hogy segítsen III. Henriknek az Ottobuono di Razzi pátriárka elleni kiújult konfliktusban. 1313 októberében János szlavón segédcsapataival ostrom alá vette Tolmint, majd átkelve a folyón és feldúlva a környező területeket elfoglalta Udine városát, ahol hadai több napon fosztogattak és felégették a város körüli falvakat. Novemberben Henrik és Ottobuono békét kötött. Mivel az első birtokmegosztással elégedetlen volt, János kezdeményezte a Babonićok közötti második felosztási egyezmény megkötését, amelyet 1314. május 12-én kötöttek meg. Ennek megfelelően János megkapta Alsó-Szlavónia vámbevételeit (beleértve a Dubica megyei harmincadokat is), emellett Orbász megye földjeit is Jánosnak ítélték, és Orbász (Vrbas a mai Bosznia-Hercegovinában) vára lett az új rezidenciája. A felosztási szerződések után Glaž erődje (szintén Boszniában) is Jánoshoz tartozott. Ezenkívül az okirat célja az volt, hogy rendezze azokat az adósságokat, amelyeket János külföldi katonai hadjáratai során halmozott fel.

### Szlavón bánként
Miután Babonić (IV.) István valamikor 1316 márciusa után meghalt, János örökölte meg politikai hatalmát és a nagy kiterjedésű birtokok feletti igazgatást, Babonić Jánost ezt követően, valószínűleg még abban az évben szlavón bánná nevezték ki. Ebben a méltóságban először 1317 májusában jelenik meg. A horvát történetírás tévesen 1316. december 20-ra datálja Károly király oklevelét, amely János érdemeit tartalmazza (lásd alább). Miután egy királyi hadjárat kiűzte a Kőszegieket a Dél-Dunántúlról, szlavón báni a minőségében János felelős volt a Szlavóniában megmaradt Kőszegi uralom felszámolásáért. Kőszegi János és Péter (később Herceg néven ismert, mint Babonić János leendő veje) 1316 végén szövetségre lépett néhai Babonić (IV.) István fiaival. Királyellenes szövetségüket, amely főként az újonnan kinevezett Babonić János bán ellen irányult, egy helyi hatalmas úr, Monoszló Péter is támogatta. I. Károly, aki egyidejűleg három másik hadjáratot is vezetett az oligarchák ellen, 1317 júniusában küldte el seregét a lázadók ellen, Nekcsei Demeter, Garai Pál és Máréi István vezetésével.

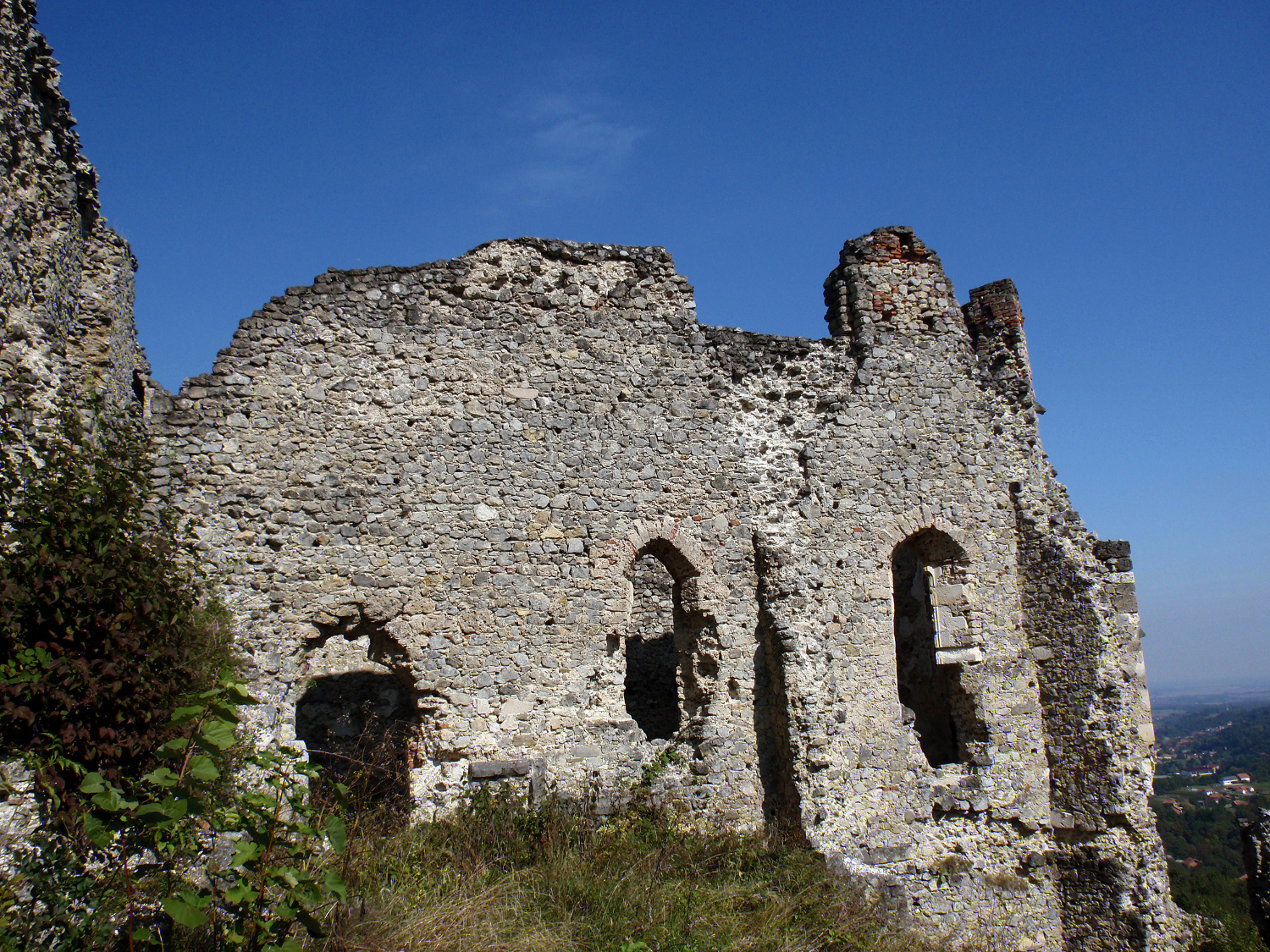
Raholca várának romjai

Babonić János is ellentámadást indított; két csatában legyőzte a kőszegieket, és az év végére több várat is elfoglalt, köztük Raholcát (Orahovica), Monoszlót (Moslavina), Polosnicát (Plošćica), Brestyanócot (Bršljanac), Megyericsét (Međurača) és Izdencet (Zdenci); utóbbi helyen nyilaktól súlyos sebesüléseket szenvedett a lábán és a kezén. Monoszló és Izdenc ostromakor Máréi István is jelen volt. I. Károly 1317. december 20-án adta ki királyi oklevelét, amelyben megjutalmazta Babonić Jánost. Megkapta Monoszló várát, valamint Brestyanóc várát, valamint Gornja Garešnica és Donja Gračenica falvakat, továbbá Polosnica várát és birtokát Garics megyében, valamint Megyericse várát és birtokait. A hadjárat során tanúsított bátorságáért és szolgálataiért János kérésére írnoka és várjobbágya, Lomnicai Márk még aznap magyar nemesi rangot kapott. Babonić János megkapta az összes várat, amelyet a királyi seregek abban az évben elfoglaltak a Kőszegiektől, ami szokatlan volt Károly konszolidációs tevékenysége során.
A Kőszegiek vereségével a harcok Szlavóniában a következő években sem értek véget. 1318-ban és 1319-ben Megyericsét a Kőszegiek visszafoglalták Babonić Jánostól. A királyi csapatok ostrom alá vették a várat, de hadvezérüket, Szécsi Pált megölték. Miután 1320 elején Szlavónia északnyugati részeire vonult vissza, Kőszegi János csak Varasd megyében és Zagorjében tudta megtartani földjeit és várait, ahol az apjától, Kőszegi Henriktől megörökölt birtokokra évtizedekre terjesztette ki hatalmát. 1319 januárjában Babonić János Visegrádon tartózkodott, ahol a Kőszegi család elleni háborúban való részvételük miatt két alattvalója, két testvér, János és György nemességet kaptak. Néhány kisebb ellenségeskedés még mindig jellemezte a helyi politikai életet, ilyen volt a Ludbregi Miklós és Gárdonyi Hector közötti viszály. Az utóbbi, aki Babonić János familiárisa volt, gyakran fosztogatta a zágrábi egyházmegye földjeit. Miután fél évszázada fennálló, két oligarchikus tömbre (Kőszegi és Babonić) való felosztását megszüntették, Babonić János uralma alatt Szlavónia politikailag egységessé vált. A szlavón nemesség kollektív politikai testületként (universitas) kezdett megjelenni, a tartományi közgyűlés (congregatio generalis) pedig János kormányzásának fontos eleme volt, akinek célja a királyi hatalom helyreállítása volt a régió felett, miközben családja informális hatalmának és kapcsolatainak fenntartására is törekedett. Az 1280 óta ismert első közgyűlést Szlavóniában János hívta össze Zágrábba 1321 augusztusában. János gyakori személyes jelenléte a királyi udvarban azt a tényt tükrözi, hogy – idősebb testvérével vagy a Kőszegiekkel ellentétben –oligarchikus hatalmának megőrzése érdekében fel kellett adnia a semlegesség stratégiáját. I. Károly megbízta, hogy vizsgálja ki a zágrábi polgárok és a helyi káptalan közötti konfliktust, amely panaszt emelt, hogy az előbbiek 1321-ben egyoldalúan és jogellenesen vámot vetettek ki az intézményre. Az év augusztusában tartott közgyűlésen a bán a székeskáptalan javára döntött, de a polgárok kiváltságaikra hivatkoztak (nevezetesen, hogy csak a királyi udvarban lehet perelni őket). Babonić János és a szlavón nemesség azonban fenntartotta magának az ítélkezés jogát, azzal érvelve, hogy a báni pozíció „a legmagasabb méltóság a Magyar Királyságban”. Cserébe a polgárok kérték I. Károlyt, aki 1322 októberében Zágrábba látogatott, hogy erősítse meg kiváltságaikat.
Báni uralma szinte minden olyan szlavón megyében, ahol birtokai voltak, familiárisi hálózatot igényelt. Hűségüket többször is megjutalmazta. János 1320 szeptemberében, királyi joghatóságra hivatkozva Rakoveci Miklósnak és más uraknak jogot adott a nyestbőradó szedésére birtokaikon, valamint vámszedésre a Kőrösön (Križevci) keresztül Zágrábba vezető főút hídjain. Hűséges emberei mellett János néhai testvéreinek fiai – IV. István és II. Radoszló – is kezdtek megjelenni a korabeli forrásokban ezekben az években. Mivel Jánosnak nem voltak túlélő fiai, örökbe fogadta keresztfiát és unokaöccsét, II. Jánost, akit 1321 májusában örökösévé tett. Bánként János jó kapcsolatokat ápolt a Velencei Köztársasággal. 1317 januárjában Zárából levelet küldött, amelyben kijelentette, hogy a velencei kereskedők szabadon kereskedhetnek azokon a területeken, ahova báni hatalma kiterjed, valamint a hívei által birtokolt területeken, és a biztonságos kereskedelem garanciájaként oklevelet adott át nekik. Ezért a kedvezményért azonban a bán 1060 márkát kapott Giovanni Soranzo velencei dózsétól. Egyszer olyan alkalom is volt, amikor Babonić János kölcsönzött pénzt a velencei dózsénak.

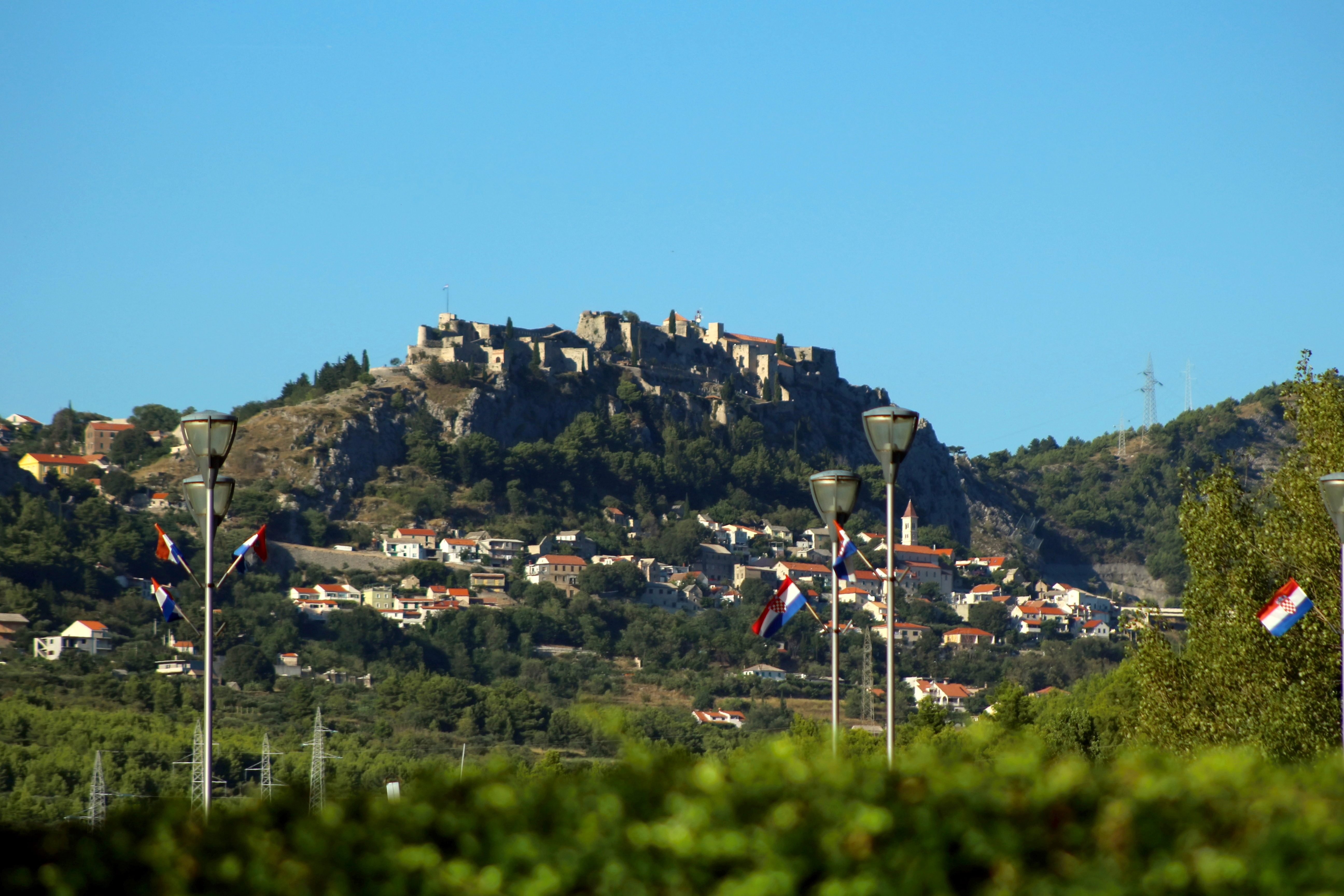
Klissza várának látképe

A Kőszegiek hatalmának megszűnése után Babonić János elkísérte Károly királyt számos, oligarchák elleni katonai hadjáratára. Részt vett abban a hadjáratban, amelyet az uralkodó 1321 tavaszán indított Kán László lázadó fiai ellen. János jelenlétét egy, Temesvár közelében felállított királyi táborban kiállított királyi oklevél említi, és feltehetően a szlavón lovagokat is ő vezényelte a háború alatt.[34] János legdicsőségesebb győzelmét 1322 tavaszán aratta, amikor királyi sereget vezetett a hegyeken át Horvátországba és Dalmáciába bribiri Šubić II. Mladen ellen, aki nagyerejű lázadásokkal nézett szembe birodalmában. János unokaöccsei közül sokan részt vettek a hadjáratban. Az első csata Šibenik környékén zajlott, amelyben Mladen csapatai vereséget szenvedtek, és délre vonultak vissza. Trau, Šibenik és Velence seregei kifosztották Skradin városát. A második és egyben utolsó csata Bliznában zajlott a Klissza vára közelében. Mladen serege saját csapataiból, testvére, II. György csapataiból, valamint vlachokból és Poljica régió köznemesi rangú nemeseiből állt. A másik sereget a Babonić János vezette királyi csapatok alkották, akik szövetségben álltak a horvát nemességgel (köztük Šubić II. Pállal), Trogir és Šibenik városok csapataival, valamint II. István bosnyák bán vezette boszniai csapatokkal. A csata a királyi sereg és szövetségesei győzelmét hozta, Mladent délebbre, a klisszai várba kényszerítve. 1322 szeptemberében I. Károly személyesen érkezett a térségbe seregével, és tárgyalások után elfogta és bebörtönözte Mladent. I. Károly és Babonić János is Zágrábban maradt 1322 októberében. Miközben megtartotta hivatalát Szlavóniában, az uralkodó véget vetve a Šubić család örökletes bánságának, még abban a hónapban Horvátország és Dalmácia bánjává nevezte ki, A magyar szuverenitás Horvátország felett azonban csak névleges maradt, mivel a hatalmas horvát nemesek – elsősorban Ivan Nelipić – továbbra is az uralkodótól függetlenül cselekedtek.

### Uralmának hanyatlása
1322 végén vagy 1323 elején I. Károly úgy döntött, hogy Babonić János helyére Felsőlendvai Miklóst nevezi ki szlavón bánná. Felsőlendvai először 1323 februárjában jelenik meg az új méltóságban. Zsoldos Attila történész szerint a váltás akkor történt, amikor I. Károly 1322 októberében Zágrábban tartózkodott. Döntésének oka bizonytalan. A 19. századi magyar történész, Pór Antal úgy vélte, hogy János talán nem volt elég határozott ahhoz, hogy „rendezze a délszláv ügyeket”, míg Thallóczy Lajos azzal érvelt, hogy a horvát nemesek nehezményezték, hogy egy szlavón úr volt a felettesük. Kristó Gyula azzal érvelt, hogy Babonić János volt az „utolsó oligarcha”, és 1322 végére Károly elérkezettnek látta az időt hatalma megszüntetésére. Zsoldos Attila úgy vélte, hogy Babonić János nem lett kegyvesztetté a király szemében, mivel haláláig udvari tisztséget töltött be. Azonban – mivel fiai addigra már meghaltak – 1321-ben a király jóváhagyása nélkül fiává fogadta unokaöccsét, II. Jánost, ami ellentétes volt Károly politikájával (a hatalmas vagyon és oligarchikus hatalom automatikus öröklődése).
Vjekoslav Klaić horvát történész szerint Felsőlendvait 1322-ben nevezték ki bánnak, és egy évig Babonićcsal közösen töltötte be ezt a méltóságot, de ez a feltételezés két tévesen keltezett királyi oklevélen alapul. Egy másik horvát történész, Antun Nekić azzal érvelt, hogy Babonić „az előző időszak szimbóluma; egy oligarcha volt, aki semmilyen módon nem köszönhette pozícióját I. Károlynak”, míg Felsőlendvai I. Károly oligarchák elleni háborúja során bizonyított hűségének és szolgálatának köszönhetően emelkedett a ranglétrán. Ő és utódja Ákos Mikcs I. Károly „kegyeltjei” voltak, és a király „új arisztokráciájához” tartoztak. Hrvoje Kekez azzal érvelt, hogy Károly fő célja a nagyhatalmú oligarchák letörése volt, ezért a Šubićok felett aratott győzelem után úgy döntött, hogy leszámol a Babonićikkal, a középkori Szlavónia akkori leghatalmasabb nemesi családjával is.
Micha Madius de Barbazanis, kortárs krónikás és Split (Spalato) városából származó nemes elbeszéli, hogy Babonić János fellázadt a király ellen (vagy tiltakozott leváltása ellen), majd fegyveres összecsapásra is sor került Felsőlendvai csapataival, miután utóbbiak 1323 májusában megérkeztek Szlavóniába. A Babonić II. János vezette Babonić hadak megpróbálták megakadályozni, hogy a magyarokból és kunokból álló Felsőlendvai sereg átkeljen a Dráván. A királyi sereg azonban számos katonát és 400 lovat fogva tartva leverte az ellenállást.  Vjekoslav Klaić feltételezte, hogy az összecsapásoknak valahol Sztenicsnyák vagy Zriny környékén kellett történniük, utóbbi János erődítménye volt. Az összecsapást követően Felsőlendvai elfogadta elődje megadását, és a király nevében kegyelmet adott neki.

### Utolsó évei
Babonić János kezdetben nem ismerte el Felsőlendvai kinevezésének jogosságát, és 1323 novemberében, majd 1324 áprilisában is továbbra is egész Szlavónia bánjának nevezte magát. Attól tartva, hogy méltósága mellett javait is elveszíti, János 1324 májusában felvette a kapcsolatot Tarantói Fülöppel, a magyar uralkodó nagybátyjával, Albánia és Durazzo urával, azzal a kéréssel, hogy erősítse meg neki és rokonai számára az összes jogosan hozzájuk tartozó várat, birtokot és feudális javakat. Emellett János valószínűleg abban reménykedett, hogy Fülöp rá tudja venni unokaöccsét, hogy hagyja a Babonić-birtokokat az ő kezükben, és talán még őt is visszahelyezik a báni méltóságba. Bár Fülöp teljesítette kérését, ez még mindig csak formális cselekedet volt, amelynek nem voltak gyakorlati következményei (I. Károlynak még a nagybátyjaival is problémás volt a kapcsolata).

Okics várának látképe

János félelmei nem voltak alaptalanok. 1323-tól kezdődően Károly elkezdte elkobozni unokaöccsetől, így fogadott fiától, II. Jánostól is földjeiket és váraikat. Eközben Felsőlendvai Miklóst, aki 1325-ben halt meg, a báni tisztségben Ákos Mikcs követte, aki igazgatását azzal a fő céllal kezdte, hogy helyreállítsa a báni tisztség hatalmát, ami nem volt lehetséges a királyi befolyás Szlavónia minden részén történő megerősítése nélkül. Ennek a sorsnak az elkerülése érdekében Babonić János úgy döntött, hogy kibékül I. Károllyal, aki 1326-ban a királynéi udvar kincstárnokává nevezte ki. A tisztséget 1333-ig töltötte be. Ez volt a legrangosabb méltóság Erzsébet királyné udvarában. Megállapodásuk szerint cserébe az északkelet-magyarországi Patak váráért (ma Sátoraljaújhely közelében romokban hever), János átadta a királynak szlavóniai várait, Brestyanócot, Monoszlót, Orbászt és Okicsot. Babonić János 1326-ban elvesztette Hrasztovica várát (ma Petrinja városrésze), melyet a Zágrábi Egyházmegye kapott meg. Udvari pozíciója mellett Jánost 1327-ben Patak várnagyaként is emlegették. Amikor unokaöccsei (István fiai) a Kőszegiekkel szövetségben 1327-ben fellázadtak a király ellen, János és II. Radoszló fiai – II. Miklós és Dujam – nem csatlakoztak hozzájuk. Valószínű, hogy Kőszegi Péter azért vette feleségül János ismeretlen nevű lányát, hogy szentesítse a két család közötti szövetség megkötését. Ákos Mikcs és Köcski Sándor királyi hadvezérek hónapokon belül leverték a lázadásukat, végül Sztenicsnyák hosszan tartó ostroma közepette Mikcs kiegyezett a lázadókkal., aki Sztenicsnyákért cserébe megígérte, hogy visszaadja nekik Monoszlót. Később, 1333 előtt Brestyanócot és Monoszlót Kórógyi László püspöknek és unokaöccseinek tulajdonába adták. Babonić János, aki anyagi nehézségekkel küzdött, 1328 késő őszén Székesfehérvárra utazott, hogy Zriny várát és tartozékait (számos környező falut) zálogba adja Tót Lőrincnek, a Raholcai, majd az Újlaki család ősének. A vásárlás előtt János kezeskedett vejének, Kőszegi Péternek az összesen 250 márka bécsi dénárért, amelyet három alkalommal vett fel Lőrinctől és testvéreitől. Mivel János nyilvánvalóan nem fizette vissza a tartozást testvéreinek a meghatározott időn belül, Lőrinc arra kérte a királyt, hogy az adósság fejében vegye el tőle Zrinyt. I. Károly 1328 novemberében Visegrádon megerősítette a birtokosváltást. Patak birtoka mellett János 1331-ben a Bars megyei Revistye királyi várának várnagyaként is tevékenykedett, „hivatali hűbérbirtokként” (vagy tiszteletbeli birtokként) birtokolva azt.
Fogadott fia, II. János valamikor 1333 szeptembere előtt meghalt. A betegeskedő Babonić János 1334. július 25-én Patak várában írta meg végrendeletét. Tekintélyes vagyonát elhunyt szülei, fiai és saját maga lelki üdvösségére a Sátoraljaújhelyen található, Bodrog folyó mentén fekvő Szent Egyed pálos kolostorra és a Szent István ágoston-rendi kolostorra hagyományozta. Hrvoje Kekez tévesen azonosította a helyet a szlavóniai Kamarcsával (Novigrad Podravski). Babonić János röviddel ezután, valószínűleg néhány napon belül meghalt.

## Fordítás
Ez a szócikk részben vagy egészben  a   John Babonić című angol Wikipédia-szócikk ezen változatának fordításán alapul.  Az eredeti cikk szerkesztőit annak laptörténete sorolja fel. Ez a jelzés csupán a megfogalmazás eredetét és a szerzői jogokat jelzi, nem szolgál a cikkben szereplő információk forrásmegjelöléseként.